# Loránd Eötvös
Loránd Eötvös (in het Hongaars Eötvös Loránd; buiten Hongarije ook bekend als baron Roland von Eötvös) (Boeda, 27 juli 1848 - Boedapest, 8 april 1919) was een Hongaars natuurkundige en geofysicus.

## Biografie
Loránd Eötvös werd geboren in 1848, het jaar van de Hongaarse Revolutie. Hij was de zoon van József Eötvös, een bekend dichter, schrijver en liberaal politicus, destijds minister. Hij speelde een belangrijke rol in het politieke en intellectuele leven in het Hongarije van de 19e eeuw. 
Eötvös studeerde eerst rechten, maar al spoedig trok fysica zijn aandacht. Hij studeerde aan de universiteiten van Heidelberg en Königsberg.
Na het verkrijgen van zijn doctoraat werd hij docent aan de universiteit van Boedapest en speelde een belangrijke rol in de Hongaarse wetenschappen gedurende bijna een halve eeuw. Hij werd internationaal gewaardeerd voor zijn experimentele methodes en zijn vergaande studie op het vlak van de zwaartekracht. Hij deed onderzoek naar oppervlaktespanning en capillaire werking van vloeistoffen.
Heden ten dage wordt hij herinnerd vanweg zijn experimentele werk op het vlak van de zwaartekracht (gravitatie), vooral op het gebied van de overeenkomst tussen gewicht (zwaartekracht) en massa (traagheid), het zogenaamde zwakke equivalentieprincipe op het aardoppervlak. Dit principe speelt een belangrijke rol in de relativiteitstheorie en het experiment van Eötvös werd door Albert Einstein in 1916 aangehaald in zijn The Foundation of the General Theory of Relativity (de grondslag van de algemene relativiteitstheorie). Metingen van de zwaartekrachtgradiënt zijn belangrijk in de toegepaste geofysica, zoals voor het lokaliseren van grondstoffen als aardolie.
Van 1886 tot aan zijn dood deed Loránd Eötvös onderzoek en gaf hij les aan de Universiteit van Boedapest, welke in 1950 naar hem werd vernoemd: Loránd Eötvös-universiteit.  Van 1889 tot 1905 was hij president van de Hongaarse Academie van Wetenschappen. Van 1894 tot 1895 was hij minister van onderwijs.  Eötvös overleed op 70-jarige leeftijd in 1919 en werd begraven op de Kerepesi-begraafplaats in Boedapest.

## Torsieslinger

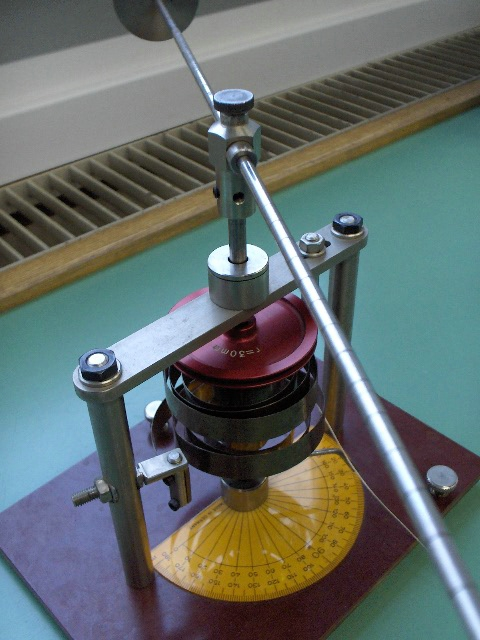
Torsieslinger

De torsieslinger is een variatie op een eerdere uitvinding, de torsieveer. De torsieslinger, ontworpen door Eötvös, is een instrument voor het meten van de dichtheid van onderliggende aardlagen. Het apparaat meet niet alleen de richting van de zwaartekracht, maar ook de verandering in de kracht van de zwaartekracht in het horizontale vlak, de zwaartekrachtgradiënt. Het meet daardoor de verdeling van de massa's in de aardkorst. De torsieslinger is van belang voor geodesie en geofysica. Het wordt gebruikt in de mijnexploratie en bij het zoeken naar mineralen, zoals olie, kolen en ertsen. De slinger van Eötvös is nooit gepatenteerd, maar na de demonstratie van de nauwkeurigheid en talrijke bezoeken aan Hongarije uit het buitenland werden verschillende instrumenten wereldwijd geëxporteerd. Olievelden in de VS werden ontdekt dankzij de torsieslinger. 
Dit is hoe Eötvös de torsieslinger zelf beschrijft:
Het was gewoon een eenvoudige, rechte stok die ik gebruikte als instrument, aan beide uiteinden speciaal geladen, afgesloten in een metalen omhulsel om het te beschermen tegen wind en wijzigingen in de temperatuur. Op deze stok oefent iedere massa, hetzij dichtbij of ver, kracht uit; maar de draad waarop hij hangt biedt verzet, en tijdens dit verzet vertoont hij een draaiing die de kracht aangeeft die erop uitgeoefend wordt. Dit is de Balans van Coulomb, zo eenvoudig is het. Het is eenvoudig, zoals de fluit van Hamlet, je hoeft alleen maar te weten hoe je moet spelen, en net als de muzikant je kan verrassen met prachtige variaties, kan de fysicus hetzelfde en met evenveel genot, door de fijnste variaties in de zwaartekracht op te meten. Op deze manier kunnen we dieper peilen dan onze ogen of onze langste boren.